# Madonna: An Intimate Biography
Madonna: An Intimate Biography es una biografía del autor estadounidense J. Randy Taraborrelli, que relata la vida y obra de Madonna. Fue publicado por primera vez el 20 de abril de 2001 en el Reino Unido, bajo la editorial Sidgwick & Jackson, luego el 31 de julio de ese año en Estados Unidos, por Simon & Schuster, y el 28 de abril de 2002 en España por Ediciones B. El libro volvió a ser publicado en los dos primeros países en diferentes fechas, formatos y editoriales, y en 2018 salió al mercado una edición especial en conmemoración por los 60 años de la cantante. En un principio, Taraborrelli consideró escribir la biografía en 1990, pero luego de darse cuenta de que el proyecto podría ser prematuro con respecto a la carrera de Madonna, que había iniciado en 1983, descartó tal idea.
Otros libros sobre la vida y la carrera de la cantante se habían basado en material publicado anteriormente, pero esta biografía fue el resultado de una investigación que abarcó una década. Realizadas tanto por el autor como por su equipo de investigadores privados, la obra incluye entrevistas exclusivas con amigos cercanos, compañeros de trabajo y familiares, entre ellos su padre, Silvio Ciccone. Además, ya había entrevistado a Madonna a lo largo de los años y, en ocasiones, se inspiró en sus experiencias directas mientras escribía el libro. Luego de su publicación, An Intimate Biography obtuvo opiniones variadas de los críticos; la mayoría de ellas se centró en la manera de redactar de Taraborrelli.

## Resumen
El libro comienza con el nacimiento de Madonna, sus primeros años en Míchigan y su traslado a Nueva York en 1977, donde se involucró en la danza moderna, participó en dos bandas de pop y compuso y publicó su primer álbum de estudio homónimo. Luego, se narra su ascenso al estrellato como un ícono del pop y se analizan sus vídeos musicales, álbumes, su primera gira, sus papeles cinematográficos y el matrimonio y posterior divorcio con el actor Sean Penn. La biografía examina sus imágenes religiosas controversiales y sus proyectos de contenido sexual, como el disco Erotica, el libro Sex y la película Body of Evidence. Posterior a ello, el autor analiza el cambio en la imagen de Madonna en los años siguientes, más madura y apacible, y describe el lanzamiento de sus siguientes álbumes, el filme Evita, por el cual ganó un Globo de Oro, y la gira Drowned World Tour. Por último, se mencionan los nacimientos de sus hijos Lourdes y Rocco y su segundo matrimonio, en esta ocasión con el director de cine británico Guy Ritchie.

## Antecedentes
El periodista y biógrafo John Randall Taraborrelli conoció a Madonna en una conferencia de prensa en el año 1983, donde habló de las luchas durante su juventud antes del lanzamiento de su álbum debut, como así también de la creencia de que algún día disfrutaría de un gran éxito como una de las «estrellas más grandes del siglo». En ese entonces, Taraborrelli la describió como una «belleza descarada, arrogante, irritable y autoindulgente, con una voz regular». No obstante, demostró estar equivocado y, en 1990, consideró escribir su biografía, aunque luego descartó tal idea pues creyó que el proyecto aún era prematuro. Señaló que «la mayoría de los sujetos necesitan tiempo para [su] desarrollo y crecimiento personal, antes de que sus historias estén lo suficientemente maduras como para ponerlas en papel. Madonna estaba en una fase ambiciosa e involucrada en sí misma, durante la cual nada le importaba más que su carrera». Retomó la escritura nuevamente en 1994, pero esperaba que llegara el momento en que la cantante se centrara en su vida personal, en lugar de su carrera. Una evolución personal ocurrió en su vida con el nacimiento de su hija Lourdes Leon en 1996, y fue entonces cuando creyó que era el momento oportuno para comenzar a escribir la biografía.

## Redacción y publicación
Taraborrelli decidió centrarse en la vida personal de Madonna, es decir, quién era realmente. Muchos libros sobre la cantante se habían basado en material publicado anteriormente, pero esta biografía fue el resultado de una investigación que abarcó diez años; para ello, entrevistó a personas que no habían hablado de Madonna en público y tuvo en cuenta sus propias entrevistas con la artista. Taraborrelli y su equipo de investigadores privados entrevistaron a sus amigos cercanos, a sus compañeros de trabajo y a sus familiares, entre ellos su padre, Silvio Ciccone.
Mientras hacía sus investigaciones, Taraborrelli se percató de que una de las ideas erróneas sobre Madonna era que carecía de emociones y era muy fría en sus relaciones personales. Comprobó que aquello no era cierto y, como ejemplo, citó la relación que la cantante mantuvo con el actor Warren Beatty en 1990, que fue vista por los medios como parte de la promoción para la película que ambos protagonizaron, Dick Tracy, y de la cual ella había sido considerada como una oportunista. El autor descubrió que la intérprete tenía fuertes sentimientos por Beatty, pero el actor no estaba muy comprometido emocionalmente con la relación, y «terminó con su corazón roto». Además, pensó que los lectores se sorprenderían por «las muchas veces que terminó sintiéndose sola y rechazada. Construyó toda su carrera con una imagen de indestructibilidad. Pero al menos en su vida personal [...] es uno de los temas más sensibles que he escrito... Este libro trata de ubicar su vida en el contexto histórico correcto, y una vez más responder las preguntas del por qué sobre ella».
Madonna: An Intimate Biography fue puesto a la venta por primera vez en el Reino Unido el 20 de abril de 2001, bajo la editorial Sidgwick & Jackson. El 31 de julio de ese año, salió al mercado en Estados Unidos, en esta ocasión a través de Simon & Schuster, mientras que en España Ediciones B lo publicó el 28 de abril de 2002. El libro volvió a publicarse en los dos primeros países mencionados, en diferentes fechas, formatos y editoriales, y en 2018 Taraborrelli escribió una versión actualizada para conmemorar los 60 años de Madonna. En este último lanzamiento, había reconstruido pensamientos expresados en algunos ámbitos, basados en las apreciaciones actuales del autor. También agregó comentarios e historias que le parecieron relevantes para agregarse al legado de la cantante.

## Recepción crítica
En términos generales, An Intimate Biography obtuvo reseñas variadas de los críticos y periodistas; varias de ellas se centraron en la redacción del autor. Por ejemplo, Caroline Foulkes, en su opinión para el Birmingham Post, sintió que «a pesar del sensacionalismo, la redacción de Taraborrelli decepciona. Con demasiada frecuencia, cae en el tipo de sensiblería que se espera de una novela de aeropuerto, y la cantante aparece más como un personaje de Lace, de Shirley Conran, que como una mujer real». Añadió que «lo que sucede con esta biografía es la profundidad que ha cavado Taraborrelli para obtener información sobre una mujer famosamente controladora. Narra anécdotas reveladoras como si fueran meras fruslerías, haciendo que las revelaciones, al estilo de News of the World, se vean como cosas de niños. Si Taraborrelli incluyera en su lista de agradecimientos "gracias a la criada que me dejó entrar al dormitorio de Madonna para saquear el cajón de su ropa interior", no habría sido una gran sorpresa». Peter Sobczynski, del Post-Tribune, no quedó conforme con la obra y sostuvo que el problema «de escribir una reveladora biografía no autorizada es que, en este mundo en el que vivimos, rico en información, cuando se escribe un libro sobre alguien la mayoría de las historias picantes ya son de conocimiento común. Para compensar eso, el autor debe llenar sus páginas ya sea con un análisis cuidadoso del tema en cuestión (lo que requiere un talento real de escritura), o francamente, con chismes mejores y más nuevos (que no requiere talento pero sí un poco de trabajo detectivesco). Desafortunadamente, el famoso biógrafo no hace ninguna [de esas opciones] con su última invención, Madonna: An Intimate Biography». Ward W. Triplet III, de The Kansas City Star, mencionó que si bien el libro es un «recuento extraño pero convincente del día a día de Madonna, y cómo se convirtió en quien es ahora, a veces Taraborrelli le apetece revelar más sobre su proceso de redacción que su tema».
Karen Valby de Entertainment Weekly lo calificó con una «D»; en su reseña, señaló que le había parecido más la cronología de una carrera que la descripción de un personaje, además de que el autor rellena lo básico con las presunciones de un observador distante, por lo que el resultado final es menos entretenido que un episodio promedio del programa Behind the Music. Linda H. Lamb, del Houston Chronicle, opinó que la biografía «íntima» arrojaba poca luz sobre Madonna y que el resultado es apenas el reporte «explosivo» que prometía en la contraportada: «¿Cuántas sorpresas puede haber de alguien que se ha mostrado al público en todos los sentidos de la palabra?». Aun así, reconoció que los admiradores de la artista podrían disfrutar de la «mezcla de anécdotas de la infancia, chismes del entretenimiento y relatos tras bambalinas de su carrera y su vida personal». William Leith, del periódico Evening Standard, admitió que la Madonna de Taraborrelli es poderosa, seductora y escalofriante, pero señaló que al leer el libro uno construye una imagen de la cantante «como una mujer enojada, a veces autodestructiva, que ha pasado su vida lanzándose al mundo de manera vengativa». Concluyó que la teoría del autor, según la cual Madonna «fue determinada tanto sexualmente como de otras maneras, es creíble. ¿Pero es verdad? Al final, tomarás tu propia decisión. Este es un libro en el que te encontrarás "sumergiendo" por horas».
Andrea Henry, de The Mirror, expresó que la «mirada de Taraborrelli en el cajón de la ropa interior de Madge pone en vergüenza las reflexiones de Andrew Morton en la Reina del Pop. Esta es la biografía de Madonna. [...] Una historia de la pobreza a la riqueza llena de anécdotas fantásticas que deja al descubierto a Madonna como la perra suprema». En una reseña favorable, John Smyntek de Knight Ridder escribió que en An Intimate Biography, el periodista vuelve a contar todos los hechos que ya se conocen de la cantante y más, y «hace un gran trabajo por presentar los [hechos] desconocidos». Ann O'Neill de Los Angeles Times elogió la obra por ser «diferente» del «cotilleo habitual que se escribe todos los días sobre Madonna». Mike Thomas, del Chicago-Sun Times, dijo que el biógrafo «nos da el primer vistazo en profundidad de la Chica Material en más de una década. Las siguientes tomas eliminadas de amigos, examigos, Taraborrelli y la propia Madonna fueron seleccionadas cuidadosamente para su agrado. O desagrado. Madonna, como con todos los íconos pop, es un gusto adquirido».

## Historial de lanzamientos
| País           | Fecha                    | Formato                        | Editorial              | Ref.   |
| -------------- | ------------------------ | ------------------------------ | ---------------------- | ------ |
| Reino Unido    | 20 de abril de 2001      | Tapa dura                      | Sidgwick & Jackson     | [ 6 ]  |
| Reino Unido    | 12 de abril de 2002      | Tapa blanda                    | Pan Books              | [ 20 ] |
| Reino Unido    | 1 de febrero de 2008     | Tapa dura – Edición extendida  | Pan Books              | [ 21 ] |
| Reino Unido    | 4 de septiembre de 2008  | Amazon Kindle                  | Pan Books              | [ 22 ] |
| Reino Unido    | 12 de julio de 2018      | Tapa dura (60.º cumpleaños)    | Sidgwick & Jackson     | [ 23 ] |
| Estados Unidos | 31 de julio de 2001      | Tapa dura                      | Simon & Schuster       | [ 7 ]  |
| Estados Unidos | 27 de septiembre de 2001 | Libro electrónico              | Simon & Schuster       | [ 24 ] |
| Estados Unidos | 1 de diciembre de 2001   | Tapa dura                      | Sidgwick & Jackson Ltd | [ 25 ] |
| Estados Unidos | 4 de junio de 2002       | Tapa dura                      | Berkley Books          | [ 26 ] |
| Estados Unidos | 18 de octubre de 2007    | Tapa blanda – Edición especial | Simon & Schuster       | [ 27 ] |
| Estados Unidos | 12 de julio de 2018      | Tapa dura (60.º cumpleaños)    | Sidgwick & Jackson     | [ 28 ] |
| España         | 28 de abril de 2002      | Tapa dura                      | Ediciones B            | [ 8 ]  |